# Nikołaj Rysakow
Nikołaj Rysakow, ros. Николай Иванович Рысаков (ur. 2 maja?/14 maja 1861 w miejscowości Kurdjug, zm. 3 kwietnia?/15 kwietnia 1881 w Petersburgu) – rosyjski rewolucjonista, członek organizacji Narodnaja Wola, uczestnik zamachu na Aleksandra II.
1 marca?/13 marca 1881 roku Nikołaj wrzucił bombę do jadącej otwartej karety Aleksandra II. Bomba zraniła kilka osób, ale cesarz ocalał. Zamachowiec został natychmiast złapany. Mimo iż Aleksander przeżył wybuch, to chwilę później polski anarchista Ignacy Hryniewiecki (również działacz organizacji Narodnaja Wola) rzucił drugą bombę, która oderwała władcy jedną nogę, a drugą zmiażdżyła. Okaleczony car umarł kilka godzin później w Pałacu Zimowym.

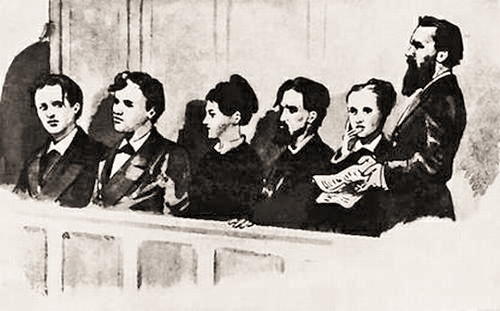
Sądzeni sprawcy (zdjęcia policji z 7–10 kwietnia 1881 roku)

Nikołaj, chcąc uratować sobie życie, zdradził wszystkie sobie znane nazwiska osób, które też były zamieszane w zamach. Niedługo po tym aresztowano takie osoby jak: Nikołaj Kibalczicz, Timofiej Michajłow, Hesia Helfman, Sofja Pierowska. Nikołaj Rysakow wraz z towarzyszami zostali publicznie powieszeni na placu Siemionowskim w Petersburgu (kary uniknęła wyłącznie Helfman, dlatego że była w ciąży; zmarła później w więzieniu).